# Skamlebæk Radio
Skamlebæk Radio er en sendestation, som ligger ved Fårevejle på Sjællands nordvestkyst ud til Sejerøbugten. Placeringen ved havet gav gode udbredelsesforhold i retningerne fra sydvest til nord, idet saltvand giver et godt jordplan.
Den tilsvarende modtagestation Reersø Radio, ligger på halvøen Reersø, også på Sjællands vestkyst.
Skamlebæk Radio og Reersø Radio blev fjernstyret fra Lyngby Radio ved Bagsværd Sø. De tre stationer udgjorde P&T's kystradiosystem for kommunikation med skibe.

## Historie
I januar 1931 startede Skamlebæk Radios udsendelser. Indtil da var både modtagere og sendere placeret på Lyngby Radio. Men som Lyngby blev udbygget med flere sendere og modtagere blev det klart at senderne måtte flyttes væk fra Lyngby. Det er ikke godt at have sendere og modtagere placeret samme sted, idet senderne forstyrrer modtagerne. Og senderne forstyrrede også radiofonimodtagelsen hos beboerne i området. Så i 1928 startede planlægningen af en ny sendestation, Skamlebæk Radio, og i 1929 købte P&T 48 tdr. land fra Skamlebækgården.
Ved starten i 1931 var stationsbygningen og fem tjenesteboliger opført, fire 100 meter høje trægittermaster og mange lavere master rejst. Og i løbet af foråret blev sendere fra Lyngby og fra Sorø Radio flyttet til stationen så der fra sommeren var 12 sendere i drift med disse tjenester:
- Telegrafi og telefoni til DSB’s færger.
- Telegrafi til flyvere og færger.
- Telefoni til Bornholm.
- Telegrafi til Grønland og Europa.
- Telegrafi til skibe.
- Isbrydertjeneste.
- Radiofoni på kortbølge.

I løbet af 30'erne blev tjenesterne over stationen udvidet så der i 1937 var disse radioforbindelser fra Skamlebæk Radio:
- Langbølge: Statsbanernes Melde- og Sikkerhedstjeneste (også på mellembølge); Lufthavnens Melde- og Sikkerhedstjeneste; Meteorologiske udsendelser pr. radiotelefon.
- Mellembølge: Radiotelefontrafik med skibe.
- Kortbølge: Direkte radiotelegrafforbindelse med Europa (Holland, Schweiz, Østrig Polen, Danzig); Direkte radiotelegrafforbindelse med Amerika; Radiotelegrafforbindelse med Grønland (Julianehåb/Qaqortoq); Radiotelefonforbindelse med Island; Presseudsendelser til danske skibe pr. radiotelegrafi; Kortbølgetelegramtrafik med danske skibe: Radiofoniudsendelser på korte bølger for danske i udlandet.

Den 9. april 1940 om morgenen blev stationen besat af tyske tropper – 1 officer, 9 soldater og 4 teknikere – og alle udsendelser stoppet. I løbet af dagen blev trafikken genoptaget, dog undtagen forbindelserne til de allierede lande.
6. juni 1940 forlod de tyske tropper stationen.
3. maj 1941 kom 4 tyskere igen; de styrede støjudsendelserne fra stationen.
13. november 1941 ankom 5 reservepolitibetjente fra Kystpolitiet. De bevogtede stationen i mørkelægningstiden på grund af frygten for sabotage fra modstandsbevægelsen.
29. august 1943 overtog 11 tyske soldater bevogtningen og de danske betjente forlod stationen. Tyskerne forlod stationen den 7. maj 1945 og efterlod et stort rod.
I øvrigt forløb besættelsen af stationen ret udramatisk:
- En elektriker blev i februar 1944 anholdt af Gestapo. Han blev løsladt 3 dage senere uden at have lidt overlast. Det blev ikke oplyst hvorfor han var blevet arresteret.
- En montør blev i november 1944 bidt i hånden af en politihund. Efter lægebehandling kunne han genoptage arbejdet. Hændelsen blev indberettet til Generaldirektoratet med anmodning om, at hunden fik mundkurv på. Det vides ikke om den fik mundkurv, men ikke flere medarbejdere blev bidt.

Den 5. maj 1945 kl. 0800 blev senderne frigivet af den tyske værnemagt og i løbet af formiddagen blev telefonforbindelsen til London og to telegrafiforbindelser til skibe åbnet. Over resten af året blev de øvrige tjenester genoptaget.
I årene derefter blev der oprettet telegrafiforbindelser til Sydamerika og Thailand, og telefonforbindelser til New York, Tórshavn og Nuuk/Godthåb.
Indtil 1967 kunne Lyngby Radio kun tilbyde telefonforbindelse til skibe i nordeuropæisk fart. Men i 1967 startede kortbølge-telefonitjenesten til skibe og hermed kunne skibe overalt på jorden 'snakke' med Danmark. I første omgang blot med 1 sender. I de følgende år udvides denne globale tjeneste så der i 1981 var 8 telefon-kanaler og 2 telex-kanaler til rådighed for skibene.
I 1981 var der disse radioforbindelser over Skamlebæk Radio via 4 langbølge-, 2 mellembølge- og 24 kortbølgesendere:
- Telegrafi på lang- og kortbølge.
- Telefoni på mellem- og kortbølge.
- Fjernskriver på kortbølge.
- Iskort til skibe i Grønlandske farvande på kortbølge.

I 1992 blev et satellitbaseret nød- og sikkerhedssystem GMDSS sat i drift. Hermed bortfaldt kravet om at skibe i oversøisk fart skulle have en uddannet telegrafist ombord, idet det tidligere globale sikkerhedssystem var baseret på telegrafi. Samtidig var satellit-kommunikation med skibe blevet så udbredt og billig, så skibene efterhånden droppede kommunikation via Lyngby Radio (og dermed Skamlebæk) til fordel for direkte selvvalg.
Så stationens funktion blev derefter gradvist reduceret så der ved stationens lukning ved udgangen af 2009 kun var en enkelt MF-telefonisender tilbage. Den er placeret i radiokædetårnet, det høje tårn på bakkerne ved Skamlebæk.
Alle antennerne ud over radiokædetårnet står dog stadig ubrugte hen. Da området er fredet er der ikke nogen kommerciel interesse for områdets ejere i at få antennerne fjernet, da de ikke kan bygge noget i stedet eller sælge området til byggeri.
Der blev givet påbud fra kommunen til ejerne af arealet, om at radioudstyret (antenner og kobbernet i jorden) skulle fjernes, af hensyn til naturen. Oprydningen er i gang i efteråret 2019, med forventet afslutning 1. oktober.

## Arbejdsopgaver
Fra starten i 1931 var de vigtigste arbejdsopgaver drift og vedligehold af senderne. Dvs. overvågning af sendernes tilstand, skift af frekvenser og skift af antenner. I starten skete alt manuelt. Enten når telegrafisten på Lyngby Radio ringede og bad om det eller efter faste skemaer. Der var derfor døgnbemanding, 2 mand i et 3-skift. Der var døgnvagt indtil 1986 hvor vagten blev gradvist nedtrappet og helt stoppet i 1989.
En anden vigtig arbejdsopgave var opstilling og idriftsætning af nye sendere. I første omgang de sendere, der blev overført fra Lyngby og Sorø Radio. Efterfølgende blev der løbende sat flere sendere i drift. Lang- og mellembølge senderne blev købt hos danske producenter, mens Telegrafvæsenet selv måtte udvikle og fremstille kortbølgesenderne på sine værksteder i København.
I løbet af 1930'erne blev det klart at det ikke var rationelt at have senderkompetencer både i København og i Skamlebæk. Så i 1942 blev der bygget en ny fløj til stationsbygningen, hvor der i kælderen blev indrettet et mekanisk værksted. Her blev der frem til 1970 bygget sendere til stationen. Den sidste "hjemmebyggede" sender blev taget ud af drift i 1984.
Ud over fremstillingen af sendere blev der udviklet og produceret: antenneomskiftere til Skamlebæk og Reersø; fjernbetjeningsudstyr til styring mellem Lyngby og Skamlebæk og mellem Lyngby og Reersø; betjeningsudstyr til ekspeditionsbordene i Lyngby; modtagere til Reersø; modtager- og fjernbetjeningsstel til Færøerne; måleudstyr; VHF-stel til alle VHF-stationer i Danmark og antennetilpasninger til MB-stationer i Danmark.
Af øvrige arbejdsopgaver var: vedligehold og udbygning af antenneanlæggene; pasning af arealerne omkring stationsbygningerne og boligerne; rengøring i stationsbygningen og kontorarbejde.

## Medarbejdere
I 1929 flyttede Hjalmar Rasmussen fra Lyngby Radio til arealet ved Skamlebækken, som Statstelegrafen havde købt af Sofus Nielsen på Skamlebækgården. Byggeriet af stationen skulle starte og Hjalmar Rasmussen var Statstelegrafens første mand på stedet. En månedstid senere flyttede også Niels Peter Christensen fra Lyngby til Skamlebæk. Indtil tjenesteboligerne var færdige i september 1930 boede de begge i træbarakker med deres hustruer.
Elna Larsen, som var nabo til stationen, blev ansat som rengøringsassistent og startede med at gøre rent i træbarakkerne.
De var alle trofaste medarbejdere: Hjalmar Rasmussen, Niels Peter Christensen og Elna Larsen stoppede først i 1960'erne og 70'erne.
Fra starten i 1931 steg medarbejdertallet frem til 1980, hvor der var flest ansatte: I juli 1939 var der ansat 1 Telegrafingeniør, 1 Maskinmester, 1 Overmontør og 8 Montører og i 1980 var der ansat 4 Ingeniører, 1 Telegrafmester, 2 Overmekanikere, 15 Mekanikere, 2 Lokalarbejdere, 2 Kontorfunktionærer og 2 Rengøringsassistenter.
Herefter faldt medarbejdertallet til 1 Driftsstyringsleder og 3 Driftsteknikere ved udgangen af 2009. Reduktionen skete ved enten forflyttelser eller ved naturlig afgang.
De sidste fire medarbejdere startede 1. januar 2010 i centralbygningen i Holbæk, hvorfra de vedligeholder Mellembølge- og VHF-anlæg i hele Danmark.

## Stationsbygninger
Set ovenfra ligner stationsbygningen et tykt T. T'ets vandrette streg var "Den store sendersal", den lodrette streg "Den lille sendersal".
Da stationen gik i drift i 1931 var det i den store sendersal. I slutningen af 30'erne var der blevet pladsmangel, så i 1942 kunne en tilbygning, den lille sendersal, tages i brug. Ud over sendersalen var der her kontorer, frokoststue og i kælderen værksteder, toiletter og baderum.
I løbet af 30'erne blev der opført en bygning nord for den store sendersal med lokaler til et tømrerværksted, et antenneværksted og til et nødstrømsanlæg, en stor dobbelt Bukh dieselgenerator. Desuden blev antennetårnet opført på nordsiden af den store sendersal.
I 1965 blev en tilbygning mod vest på den lille sendersal taget i brug. Her var der lokaler til laboratorium dvs. det elektroniske værksted og et undervisningslokale.
I 1965 blev en tilbygning mod øst på den lille sendersal taget i brug. Her var der bl.a. et ingeniørkontor og forstærkerstationen.
I 1976 blev en ny bygning taget i brug. Det indeholdt et rum med plads til tre dieselgeneratorer – den gamle Bukh diesel fra 1942 var ikke slidt op, men den kunne ikke mere dække stationens strømbehov, når strømmen fra elværket faldt ud. Desuden var der et rum til højspændingstransformatorer – stationen blev forsynet via to 10 kilovolt linjer – og en carport til stationens køretøjer.

## Boliger
I 1931 var der bygget 5 tjenesteboliger: bestyrerboligen og to dobbelthuse. I hver af lejlighederne i dobbelthusene var der et tjenesteværelse til udstationerede medarbejdere.
I 1942 blev en lille bungalow ved indkørslen til stationen købt til tjenestebolig.
I 1947 blev der bygget to rækkehuse med hver fire boliger og få år efter blev det ene rækkehus udvidet med to boliger, så der nu var i alt 15 tjenesteboliger ved stationen (den lille bungalow var nu nedrevet).
Der var bopælspligt for tjenestemænd med tjenestebolig. Men i slutningen af 70'erne blev det vanskeligt at rekruttere nye medarbejdere, hvis de skulle 'tvinges' til at flytte ind i en tjenestebolig. Så bopælspligten blev ophævet og ledige boliger blev udlejet til ikke-ansatte. I 1995 blev boligerne sat til salg, hvor de eksisterende beboere kunne fortsætte deres lejemål eller købe boligen.